# لیسوویچ
لیسوویچ (به صربی: Lisović) یک منطقهٔ مسکونی در صربستان است. لیسوویچ ۱۵٫۱۳ کیلومتر مربع مساحت و ۱٬۰۵۴ نفر جمعیت دارد.